# Rhineura floridana
Rhineura floridana, thường được gọi là thằn lằn giun Bắc Mỹ hay thằn lằn giun Florida, là một loài thằn lằn duy nhất còn sinh tồn trong họ Rhineuridae. Loài này được Spencer Fullerton Baird mô tả khoa học đầu tiên năm 1858.

## Phân bố
Loài này được tìm thấy tại bang Florida của Hoa Kỳ. Xem xét năm 2007 của Hebree về Amphisbaenia Bắc Mỹ cũng bao gồm một phân tích phát sinh chủng loài của họ Rhineuridae và các loài thằn lằn rắn/thằn lằn giun khác. Phân tích này cho thấy Rhineura floridana là loài cơ sở nhất trong họ, nghĩa là dòng dõi của nó đã rẽ nhánh ra đầu tiên trong phạm vi họ này. Tuy nhiên, bản thân loài này lại là khá trẻ, với các hóa thạch sớm nhất đã biết chỉ có từ thế Pleistocen ở Florida. Tổ tiên của R. floridana có lẽ đã di cư từ phần nội lục tới khu vực ngày nay là Florida, trong khi phần còn lại của họ Rhineuridae vẫn ở lại vùng nội lục đó để phân tỏa và đa dạng.

## Miêu tả
Rhineura floridana có chiều dài trong khoảng 18–30 cm (7–12 inch). Đầu có mõm giống như cái xẻng nhô về phía trước và dài hơn hàm dưới, được sử dụng để đào bới đất. Mắt tiêu giảm nhiều và hầu như không rõ khi nhìn từ phía ngoài. Loài thằn lằn này không có chân, cơ thể được che phủ bằng các lớp vảy sắp xếp thành vòng, làm cho loài này trông giống như một con giun.

## Môi trường sống
Rhineura floridana là động vật đào bới sống trong hang hốc, ưa thích đất cát hay chất nền là lá rụng ẩm mốc, phần lớn thời gian sống ngầm dưới mặt đất, nơi chúng có được sự an toàn từ những kẻ săn mồi. Chúng chỉ nhô lên mặt đất khi người ta cày xới đất hay mưa to buộc chúng phải rời khỏi hang. Do điều này, nên đôi khi tại Mỹ người ta gọi nó là thunderworms (giun mưa dông). Khi bị quấy rầy, nó thụt lùi vào trong hang, với đuôi chui vào trước. Thức ăn của nó là côn trùng và giun đất, nhưng nó cũng là kẻ kiếm ăn cơ hội và sẽ ăn gần như bất kỳ động vật không xương sống nào đủ nhỏ để nó có thể bắt được. Cơ chế sinh sản là đẻ trứng.